# Bretford
Bretford – osada w Anglii, w hrabstwie Warwickshire, w dystrykcie Rugby. Leży 20 km na północny wschód od miasta Warwick i 130 km na północny zachód od Londynu.